# 弗兰克·阿瑙
弗兰克·阿瑙（Frank Arnau，1894年3月9日—1976年2月11日）是一位作家，出生於奥地利，最有名的作品是《The art of the faker》。